# Banu Xayba
Els Banu Xayba (Xaybiyyun) són els antics guardians (sadana o hajava) de la Kaba però sense autoritat sobre el conjunt del santuari de màsjid al-haram ni sobre el pou de Zamzam i dependències. El cap dels xaybiyyun és un zaim (o xeic). Uns guardians ja existien abans de l'islam però el nom derivaria de Xayba ibn Uthman ibn Abi-Talha, cosí germà del califa Uthman ibn Affan.